# Galeyboughourd
Galeyboughourd est un village de la région de Şamaxı en Azerbaïdjan.

## Géographie
Le village de Galeyboughourd de la région de Şamaxı est situé dans la circonscription administrative du village de Galeyboughourd.

## Économie
La principale occupation de la population du village est l'agriculture et l'élevage.

## Population
Selon les statistiques de 2009, la population du village est de 801 personnes.

## Culture
Il y a une école, une bibliothèque, un centre médical, un club et la tour de Boughourd dans le village.